# Have a Cuppa Tea
«Have a Cuppa Tea» es una canción interpretada originalmente por The Kinks, escrita por su líder, Ray Davies para el álbum de estudio de 1971, Muswell Hillbillies, apareciendo como la segunda pista del lado B del LP.

## Composición
La canción fue escrita por Davies en 1971, acerca de la tradición inglesa de tomar té, tema ya visto en canciones como "Afternoon Tea" de su álbum Something Else by The Kinks.

### Letra
La letra celebra con humor la costumbre británica de beber té y la cortesía que conlleva, al igual, los primeros versos se creen que tratan acerca de la abuela de los hermanos Davies. Se hacen algunas afirmaciones absurdas de la bebida de manera irónica, como que sirve como una cura para hepatitis, amigdalitis, el insomnio y la efusión de rodilla (la última llamada  "water on the knee" coloquialmente en la letra), igualmente se señala como el té es una tradición muy amplia.
Esta también incluye en su puente un parodia u homenaje al hit de The McGuire Sisters, "Sugartime":

Tea in the morning, tea in the evening, tea at supper time
You get tea when it's raining, tea when it's snowing
Tea when the weather's fine

### Instrumentación
Como muchas canciones de los Kinks, «Have a Cuppa Tea» está influenciada estilísticamente por el Music Hall británico, ya explorado en su anterior álbum, Lola Versus Powerman and the Moneygoround, Part One, con canciones como "Denmark Street" y "The Money-Go-Round". También tiene una ligera influencia country y del folk, siendo el sonido de estos dos estilos un sello distintivo del álbum.

## Interpretaciones en vivo
«Have a Cuppa Tea» fue interpretada ocasionalmente en vivo a principios de la década de 1970 junto a otras canciones recurrentes en actos de la banda como "Acute Schizophrenia Paranoia Blues", "Holiday" y "Alcohol". También fue interpretada en vivo por el grupo en el programa de televisión de la BBC, The Old Grey Whistle Test en enero de 1972 y apareció como un bonus track en el disco dos en vivo de la reedición de dos discos de 2016 de su álbum de 1972, Everybody's in Show-Biz.

## Legado
Aunque nunca fue un sencillo ni en el Reino Unido ni en los Estados Unidos, sigue siendo una canción popular para la banda. 
La banda Great Big Sea realizó un cover del tema en su álbum de 2010, Safe Upon the Shore.